# Elorriaga
Elorriaga és un poble (concejo) de la Zona Rural Est de Vitòria, al territori històric d'Àlaba.
Situat a l'est del municipi, a 516 msnm, a l'oest d'Arkauti i a 3 km del centre urbà per la carretera N-104, d'on surt l'A-132.
Té una població de 85 habitants. L'any 2010 tenia la mateixa població. L'euskera com a llengua vehicular s'hi va perdre cap al segle xviii.
Un dels 43 llogarets que es reuniren a Vitòria en diferents temps i ocasions i que en segregar-se en 1840 la Quadrilla d'Añana va romandre en la quadrilla de Vitoria. Es constituí en municipi independent arran la reforma municipal del segle xix, però en 1877 fou annexat novament a Vitòria. Estava governat pels Hijosdalgos de la Junta de Elorriaga.